# Redęcin
Redęcin (deutsch Reddentin) ist ein Dorf in der polnischen Woiwodschaft Pommern und gehört zur Landgemeinde Redzikowo (Reitz) im Powiat Słupski (Stolper Kreis).

## Geographische Lage
Das Dorf liegt in Hinterpommern, etwa 12 Kilometer westlich von Stolp und 17 Kilometer östlich von Sławno (Schlawe).
Das Gelände ist flach und erreicht 47 bis 53 Meter über NN. Im Norden fällt es leicht zum Wiesental der Motz ab, einem Nebenfluss der Wipper. Durch den Ort fließt der Mühlbach.
Nachbargemeinden sind: im Westen Sycewice (Zitzewitz) und Gać (Gatz), im Norden Swołowo (Schwolow) und Bruskowo Małe (Klein Brüskow), im Osten Bierkowo (Birkow), Słupsk (Stolp) und Bolesławice (Ulrichsfelde) sowie im Süden Reblino (Reblin).

## Geschichte
Im Jahre 1297 wurde Reddentin erstmals urkundlich erwähnt. Damals war der Ort im Besitz eines Ritters Virchewitz, der vermutlich das Straßendorf angelegt und mit deutschen Siedlern besetzt hatte. Dieser Virchewitz ist wohl der Stammvater der Familie von Woyen, denn 1337 unterzeichnet er eine Urkunde über Landverkauf als Zeuge mit Woyen de Redentin.
1479 – und wohl schon früher – war Reddentin im Besitz der Adelsfamilie  Below, so auch später zwischen 1600 und 1680. 1784 dann vereinigte Martin von Below auf Pennekow die Güter Pennekow, Gatz, Symbow, Medenick und eben auch Reddentin in seiner Hand.
1822/23 wurde in Reddentin, Symbow und Medenick die Regulierung der gutsherrlichen und bäuerlichen Verhältnisse durchgeführt. Bauern, die zuvor gegenüber dem Gutsherrn dienstpflichtig gewesen waren, wurden Privateigentümer der von ihnen bewirtschafteten Höfe,  und die zugehörigen landwirtschaftlichen Flächen wurden neu vermessen und zugeordnet. In Reddentin gab es zu jener Zeit  6 Bauern und 2 Kossäten. Das Gut Reddentin, dessen Herrenhaus damals neu errichtet wurde, blieb bis 1945 Eigentum  der Familie von Below. Letzter Gutsbesitzer  auf Reddentin war Gerd von Below.
Am 1. April 1927 hatte das Gut Reddentin eine Flächengröße von 634 Hektar, und am 16. Juni 1925 hatte der Gutsbezirk 254 Einwohner. Am 30. September 1928 wurden die Gutsbezirke Reddentin und Symbow in die Landgemeinde Dumröse eingegliedert.
Anfang der 1930er Jahre hatte die Landgemeinde Reddentin eine Flächengröße von 15 km². Innerhalb der Gemeindegrenzen standen insgesamt 42 bewohnte Wohnhäuser an fünf verschiedenen Wohnorten:
1. Fichtkaten, zum Gut gehörende Försterei in den Symbower Forsten
2. Mühle, einen Kilometer nördlich des Dorfs, ehemalige Belowsche Pachtmühle
3. Reddentin
4. Symbow, Bauern- und Kirchdorf, einen Kilometer südlich an der Straße zur Reichsstraße 2
5. Vorwerk Medenick, Gutsvorwerk, zwei Kilometer nordöstlich von Reddentin

Im Jahre 1818 lebten in Reddentin 166 Einwohner. Ihre Zahl stieg bis 1871 auf 242 und betrug 1939 sogar 465.
Bis 1945 bildete Reddentin eine Landgemeinde im Landkreis Schlawe i. Pom. im Regierungsbezirk Köslin der preußischen Provinz Pommern des Deutschen Reichs. Reddentin war Sitz des Amtsbezirks Reddentin, zu dem außer Reddentin noch die  Gemeinden Klein Runow und Reblin gehörten. Reddentin war auch Sitz des Standesamtes. Amtsgerichtsbereich war Stolp.
Gegen Ende des Zweiten Weltkriegs rückte am 7. März 1945 die Rote Armee gegen Reddentin vor. Die Bewohner versuchten zu fliehen, was jedoch misslang. Am darauffolgenden Tag besetzten russische Truppen den Ort, und für die Einwohner begann ein langer und grausamer Marsch nach Graudenz (Grudziądz). Das Gut wurde beschlagnahmt und blieb bis 1947 russisches Militärgut. 1945 war das Dorf nach Beendigung der Kampfhandlungen zusammen mit ganz Hinterpommern seitens der sowjetischen Besatzungsmacht der Volksrepublik Polen zur Verwaltung überlassen worden. Danach  begann die Zuwanderung von Polen, von denen die einheimischen Dorfbewohner aus ihren Häusern und Wohnungen gedrängt wurden, und die Vertreibung der Bevölkerung durch die polnische Administration. Reddentin wurde unter der polonisierten Ortsbezeichnung ‚Redęcin‘ verwaltet. Bis 1955/56 blieb die Gutsbelegschaft deutsch, dann verließen auch die letzten deutschen Landarbeiter den Ort.
Der Ort ist heute ein Teil der Gmina Redzikowo im Powiat Słupski der Woiwodschaft Pommern (bis 1998 Woiwodschaft Stolp) ist. Heute leben hier 217 Menschen.

## Gutshaus

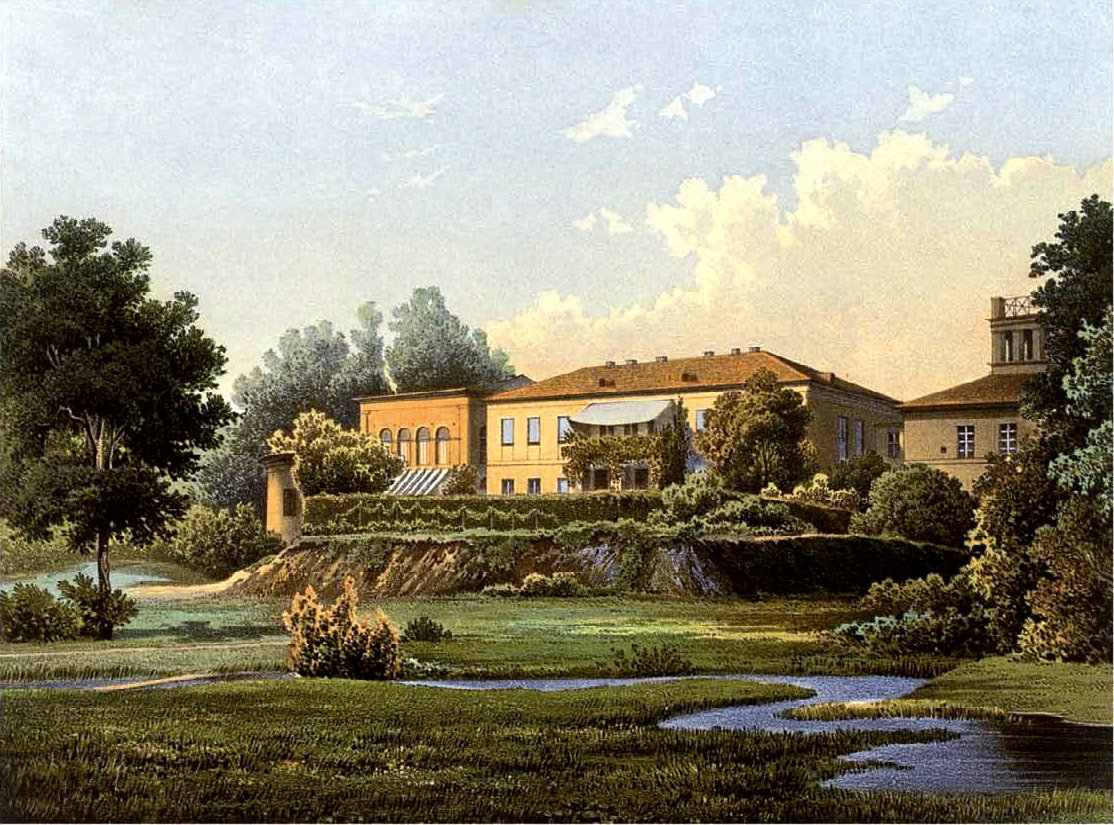
Schloss Reddentin um 1860, Sammlung Alexander Duncker

Das Herrenhaus von Reddentin („Schloss“) wurde in den 1820er Jahren anstelle eines bescheidenen Vorgängerbaus errichtet. Bauherr war Gustav von Below, der Reddentin von seinem Vater Carl Gustav von Below zur Bewirtschaftung erhalten hatte, und hier mit seiner Gemahlin Ulrike, einer geborenen von Puttkamer, wohnte. Die Wirtschaftsgebäude des Gutes wurden vom Platz des Herrenhauses weg verlegt. Das Herrenhaus bestand aus einem neunachsigen Hauptbau und je einem Anbau im Nordosten und Südwesten. Der nordöstliche Anbau musste 1913 durch einen Neubau ersetzt werden. 1934 wurde das ganze Gebäude grundlegend saniert.
Bei der Einnahme durch die Rote Armee 1945 wurde das Herrenhaus geplündert, blieb aber baulich unbeschädigt. Es diente in der Nachkriegszeit als Kornspeicher und als Landerholungsheim, daneben als Gemeinschaftshaus für die bis 1955 verbliebene deutsche Dorfbevölkerung. Wegen fehlender Pflege verfiel das Gebäude ab 1965 und wurde schließlich 1973 durch die polnische Armee gesprengt.

## Kirche
Reddentin wie auch Birkow, Gatz und Zitzewitz  – alle im Landkreis Stolp, und Medenick sowie Reblin – alle im Landkreis Schlawe i. Pom., war seit alters her in das Kirchspiel Symbow  eingegliedert. Es gehörte zum Kirchenkreis Stolp-Stadt in der Kirchenprovinz Pommern der evangelischen Kirche der Altpreußischen Union. 1940 zählte das Kirchspiel insgesamt 2374 Gemeindeglieder. Das Kirchenpatronat für Reddentin oblag dem Rittergutsbesitzer Gerd von Below. Letzter deutscher Geistlicher war Pfarrer Oskar Klopsch.
Vor 1945 waren die Einwohner in Reddentin fast alle evangelisch.
Die Dorfkirche wurde 1945 von der polnischen Administration zugunsten der polnischen katholischen Kirche zwangsenteignet und vom polnischen katholischen Klerus ‚neu geweiht‘.

### Polnisches Kirchspiel seit 1945
Die seit 1945 und Vertreibung der einheimischen Dorfbewohner anwesende polnische Einwohnerschaft ist überwiegend katholisch. Der Ort ist Teil der neugebildeten Pfarrei Sycewice (Zitzewitz) im Dekanat Słupsk Zachód (Stolp-West) im Bistum Köslin-Kolberg der Katholischen Kirche in Polen.
Die wenigen evangelischen Polen gehören zum Kirchspiel der Heilig-Kreuz-Kirche in Stolp in der Diözese Pommern-Großpolen der Evangelisch-Augsburgischen Kirche in Polen.

## Schule
Das Schulhaus in Reddentin wurde 1811 als sehr verfallen bezeichnet. 1895 wird von einem Backsteingebäude als Neubau westlich der Dorfstraße berichtet. 1932/33 wird ein neues und größeres Gebäude errichtet, in dem auch die Kinder aus Symbow unterrichtet werden. Die Schule war vor 1945 zweiklassig. Letzte deutsche Lehrer waren Karl Ems und Karl Heinz Trapp.

## Söhne und Töchter (Auswahl)
- Nikolaus von Below (1648–1707), preußischer Generalmajor von der Infanterie und Kommandant der Festung Spandau.

## Verkehr
Die Ortschaft ist über eine Nebenstraße zu erreichen, die südlich von Zębowo (Symbow) von der Landesstraße 6 (ehemalige deutsche Reichsstraße 2, heute auch Europastraße 28 Danzig–Stettin), nach Norden abzweigt.
Bahnstation ist das acht Kilometer südlich gelegene Sycewice (Zitzewitz) an der Staatsbahnlinie Nr. 202 Danzig – Stargard (Pommern).